# Супутниковий конвертер

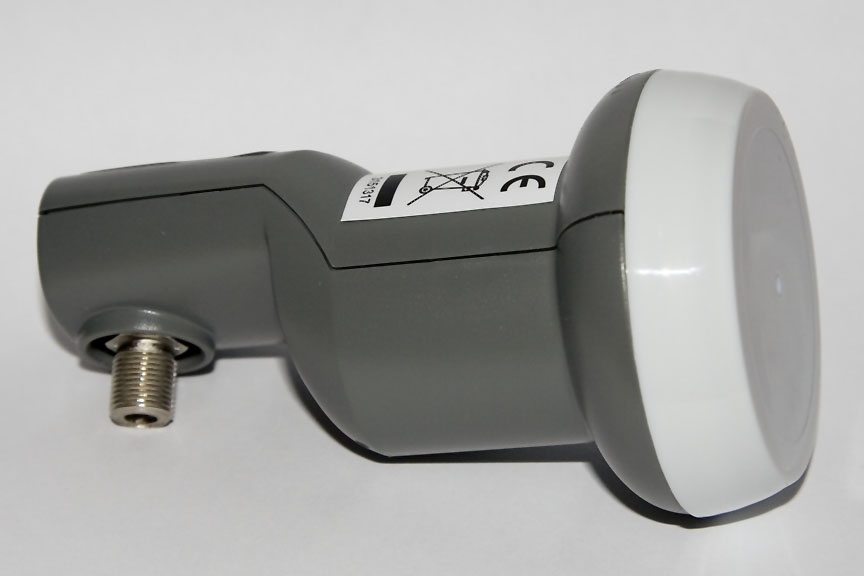
LNB з одним коаксіальним виходом

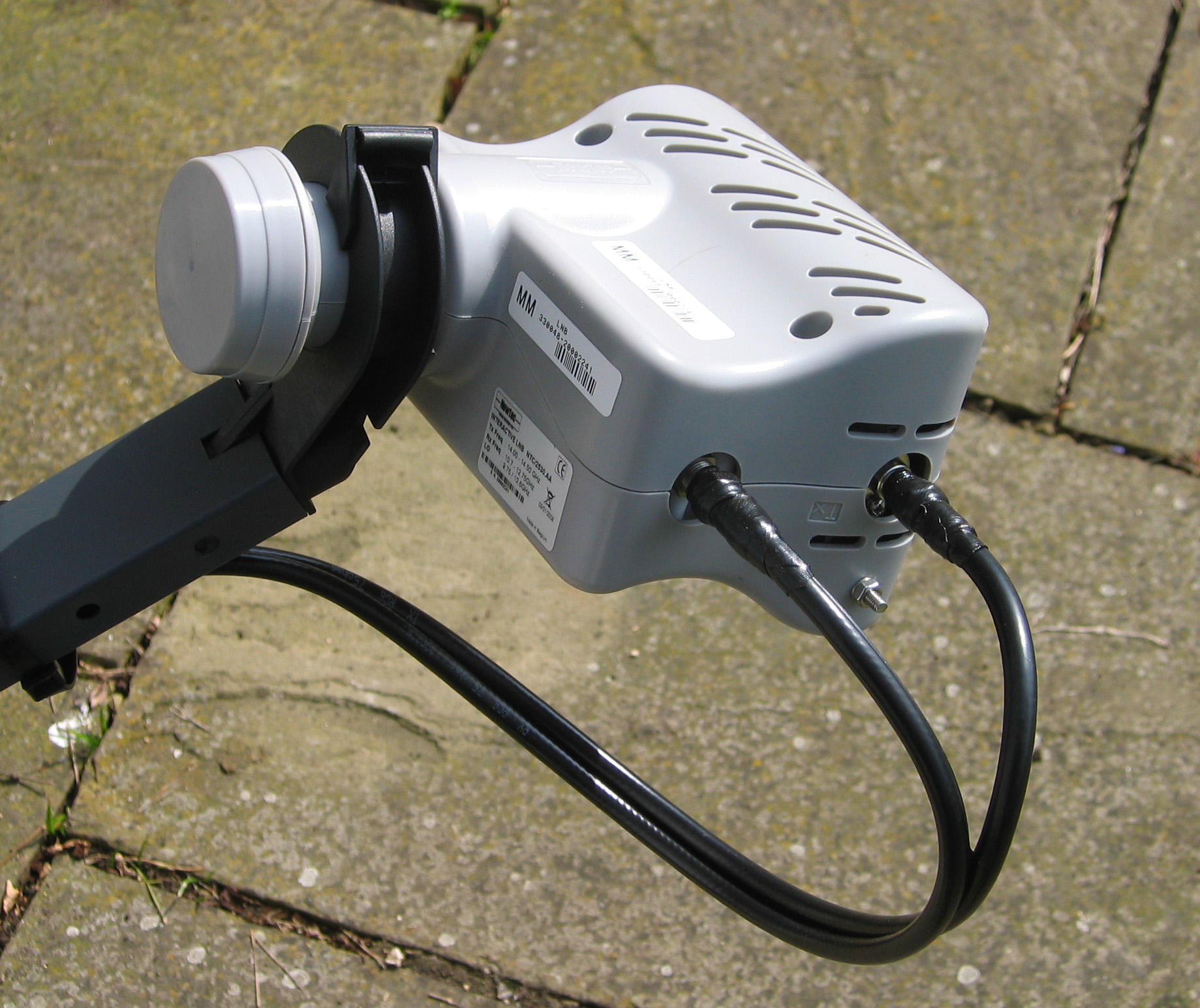
Конвертер з двома виходами

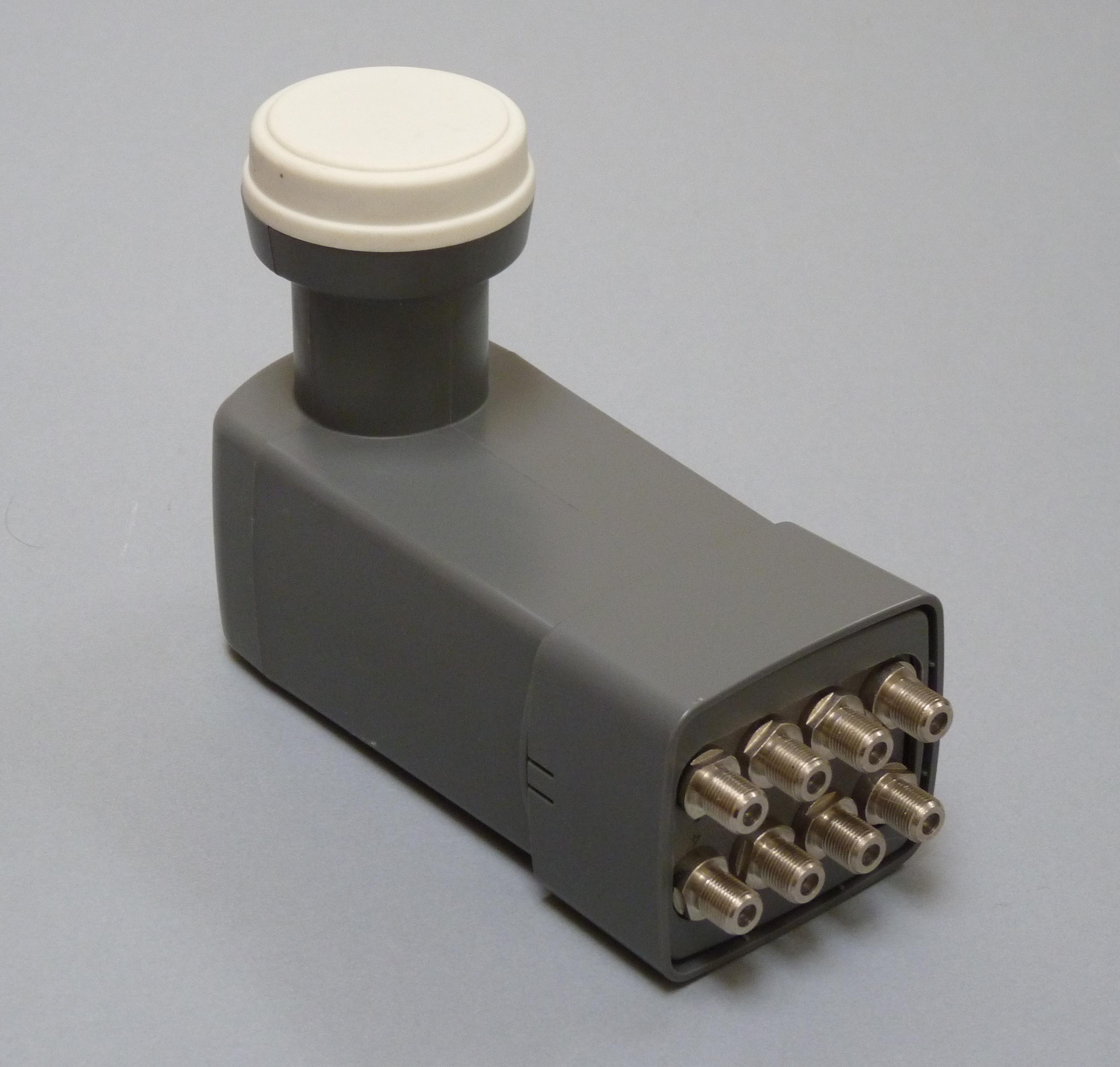
8-портовий конвертер

Супутниковий конвертер (англ. low-noise block, LNB — малошумний блок) — приймальний електронний пристрій супутникової антени. Він підсилює прийнятий сигнал та перетворює частоту прийнятих сигналів Ku-діапазону (10,7—12,75 ГГц) або C-діапазону (3,5—4,2 ГГц) в нижчу проміжну частоту 950—2150 МГц. Надалі сигнал передається по коаксіальному кабелю.
Залежно від конструкції та призначення, кожен конвертер містить один, два або більше гетеродини.
Живлення конвертера зазвичай здійснюється від тюнера або DVB-карти по коаксіальному кабелю постійною напругою 13 або 18 В залежно від параметрів обраного в цей момент часу для перегляду або прослуховування каналу.
Для незалежного використання сигналу одного супутника на двох або більше пристроях, наприклад, на двох тюнерах, використовують конвертери з двома або більше коаксіальними виходами (портами) та два або більше окремих коаксіальних кабелі.
Також на ринку є спеціалізовані конвертери для створення мереж супутникового телебачення, наприклад, на цілий будинок або їх групу. Вони використовуються сумісно зі спеціалізованими комутаторами різної місткості.
Універсальні конвертери можуть приймати сигнали горизонтальної та вертикальної поляризації. Вони використовуються, наприклад, для прийому з супутників Amos, Astra 4A, Hot Bird, Astra 1G, Express AM22, ABS-1 та багатьох інших.
Конвертери з круговою поляризацією використовуються для прийому каналів в пакетах операторів НТВ+ (Україна) та Триколор ТВ з супутників в позиції 36° східної довготи, наприклад, Eutelsat W7.

## Конструкція
Будь-який конвертор для домашнього використання тобто той, який використовуються для прийому супутникового телебачення у дома, складаються з:
- опромінювача
- хвилевода
- приймальної антени (зонда)
- плати

### Опромінювач
Являє собою кільця Френеля.
Опромінювач потрібен для того, щоб сфокусовані в одну точку (фокус), параболічним дзеркалом тарілки, електромагнітні хвилі позаду цього фокусу не розсіювались, а збирались у паралельний пучок.
Опромінювачі для прямофокусних антен відрізняються від опромінювачів для офсетних антен, для прямофокусних антен опромінювач має форму диска з концентричними колами з одного боку, для офсетних — у вигляді конуса.

### Хвилевід
Це металева труба, може бути як круглою, квадратною так і прямокутною у поперечному розрізі, по якій переміщуються зібрані у паралельний пучок електромагнітні хвилі.

### Загальна побудова
У конвертерах Ку-діапазону опромінювач та хвилевід виконані як одне ціле, і являють собою корпус конвертера. У конвертерах С-діапазону одне ціле з корпусом є тільки хвилевід, опромінювач це окрема деталь яка приєднується до конвертера.

## Конвертори

### C-діапазону
- Діапазон вхідних частот: 3,40–4,20 GHz
- Гетеродин: 5,15 GHz
- Діапазон вихідних частот: 0,95–1,75 GHz
- Коефіцієнт шуму: коливається від 25 до 100 Кельвінів (в C-діапазоні шум вимірюється у Кельвінах, а не в дБ як у Ku-діапазоні).
- Поляризація: Лінійна

| Напруга живлення конвертора | Block         | Block          | Частота гетеродина | Проміжна частота |
| Напруга живлення конвертора | Поляризація   | Вхідна частота | Частота гетеродина | Проміжна частота |
| --------------------------- | ------------- | -------------- | ------------------ | ---------------- |
| 13 V                        | Вертикальна   | 3400–4200 MHz  | 5150 MHz           | 950–1750 MHz     |
| 18 V                        | Горизонтальна | 3400–4200 MHz  | 5150 MHz           | 950–1750 MHz     |